# Cachemire indien
Cet article court présente un sujet plus développé dans plusieurs articles dérivés.

Carte du Cachemire, divisée entre les parties administrées par la Chine (en jaune), l'Inde (en bleu) et le Pakistan (en vert).

Le Cachemire indien est une expression faisant référence aux parties du Cachemire administrées par la république de l'Inde.
Les subdivisions territoriales concernées, dénommées territoires de l'Union, sont :
- le Jammu-et-Cachemire ;
- le Ladakh.